# Bandera de Hokkaidō
La bandera de Hokkaidō (北海道旗 Hokkaidō-ki?) es el símbolo principal de Hokkaidō, Japón. Fue institucionalizada oficialmente el 1 de mayo de 1967.

## Historia
Tanto la bandera como el escudo de Hokkaidō fueron aprobados y oficializados en 1967. Ambos derivan de la bandera de la Oficina de Colonización de Hokkaidō, la primera bandera de Hokkaido.

### Bandera de la Oficina de Colonización

Bandera inicial de Hokkaidō institucionalizada por la Oficina de Colonización de Hokkaidō en 1872.

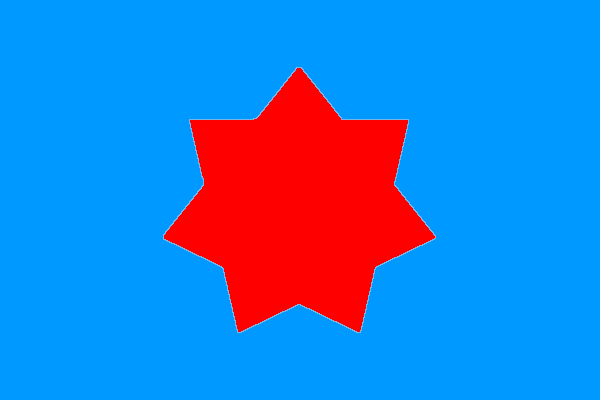
Bandera propuesta por Kuroda Kiyotaka que nunca fue oficial.

Los colonizadores de la isla emplearon una bandera azul con una estrella roja en el centro. Esta bandera en origen era la del barco donde transportaban a los colonizadores, pero se convirtió en bandera oficial de los colonizadores en febrero de 1872.
En septiembre del mismo año, Kuroda Kiyotaka, comisionado de la Oficina de Colonización, solicitó al gobierno que cambiara el diseño de la bandera e hiciera que la estrella de cinco puntas pasara a ser una estrella de siete puntas. Más tarde, en 1878, la oficina dejó de mostrar la bandera y en 1882, con la abolición de la institución, también se abolió la bandera. Ni las posteriores jefaturas de Sapporo, Hakodate y Nemuro, de corta duración, o el Gobierno de Hokkaidō hicieron emblemas hasta la creación de la actual.

### Bandera actual
Durante la década de los sesenta del siglo XX el diseño de emblemas y símbolos prefecturales vivió una verdadera eclosión por todo Japón, y en Hokkaido aumentó el deseo y la motivación para crear una enseña prefectural de cara al cien aniversario (1969) de la colonización de la isla. Más de 7500 propuestas de diseño llegaron al comité para la elección de la bandera, pero al final eligieron el diseño de Kenichi Kuriyagawa el 31 de marzo de 1967. El primero de mayo fue oficializada por ley con el nombre de "Emblema y bandera de Hokkaido". En 1992, el emblema fue adoptado como logotipo del gobierno para evitar confusiones y simplificar su identidad.

## Diseño
El emblema de Hokkaido muestra la estrella de cinco puntas de la antigua bandera de la Oficina de Colonización, como una estrella de siete rayos de luz en una imagen moderna y representando el futuro de Hokkaido, que crece con el espíritu de los colonizadores. Por el lado del emblema, los colores reglamentarios no se especifican al contrario de la bandera.
El esquema de colores de la bandera está basado en el diseño de Kuroda Kiyotaka, con una estrella roja de siete puntas, que representa la energía indomable de la gente rodeada del blanco que simboliza el viento y la nieve y el color azul del fondo, que simboliza el mar del norte y el color del cielo.